# Ferrari Rainbow
La Ferrari Rainbow, chiamata anche Ferrari 308 GT Bertone Rainbow, è una concept car costruita dalla casa automobilistica italiana Ferrari insieme alla carrozzeria italiana Bertone nel 1976.

## Descrizione

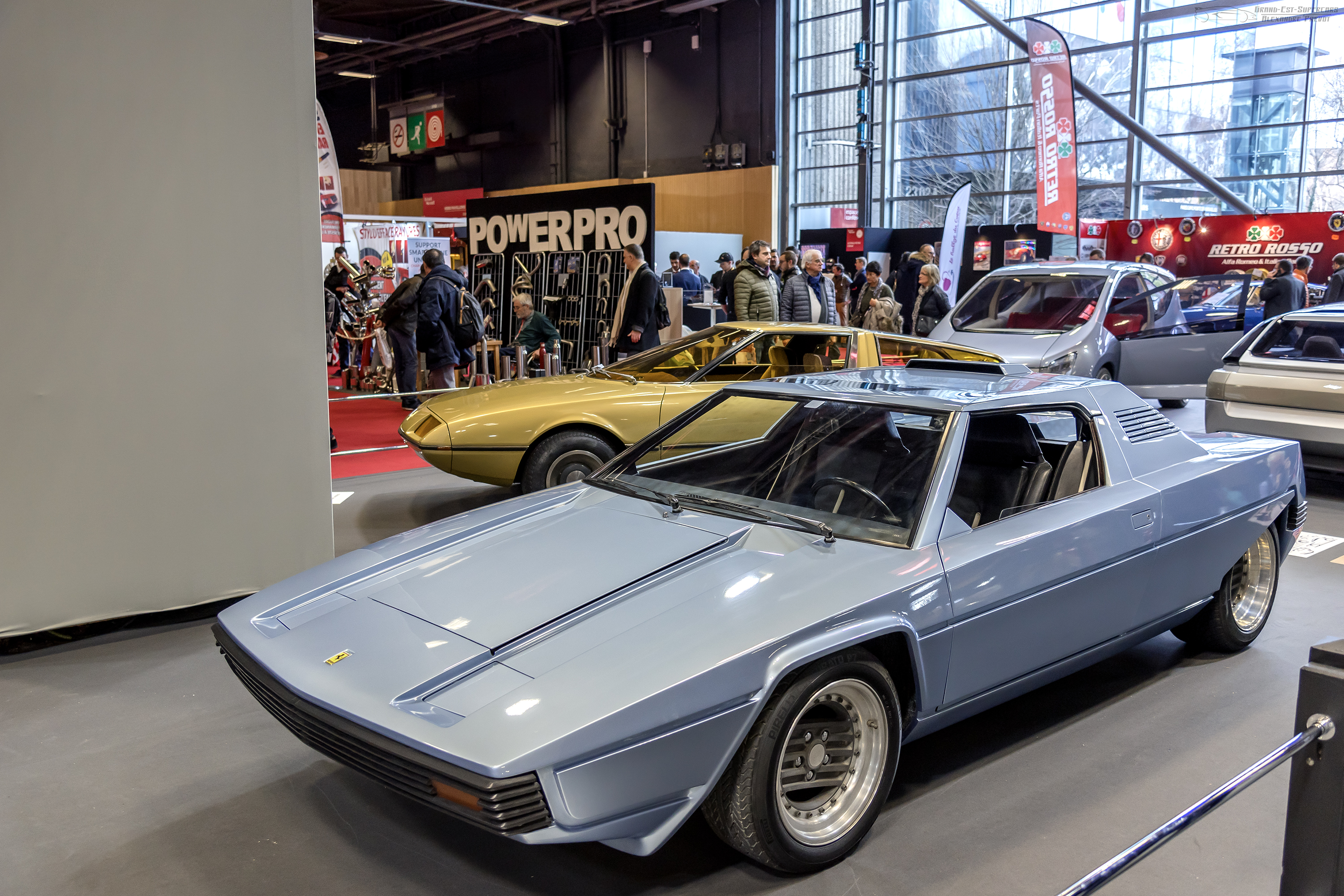

La vettura costruita su un telaio derivato dalla 308 GT4, fu presentata al Salone di Torino nel novembre 1976 e si caratterizzava per avere la carrozzeria del tipo targa a due posti secchi e per la presenza di un tettuccio retrattile.
Il telaio era lo stesso già utilizzato per la 308 GT4, ma con passo accorciato di 10 cm, abbinato al motore V8 da 3,0 litri che sviluppava una potenza di 255 CV. Tra le sue peculiarità progettuali vi era il meccanismo meccanico per aprire ed azionare il tettuccio che si andava a  riporre dietro i sedili. La Ferrari riprese questa tipologia di soluzione negli anni 2010 sulla 458 Spider con un hard-top retrattile; la concept car Rainbow del 1976 utilizzava lo stesso layout e una configurazione similare del meccanismo del tetto pieghevole. Il tettuccio in stile targa e composto da un unico pezzo ruotava di 90 gradi all'indietro e trovava posto tra l'abitacolo e il vano motore.